# Тіппеканое (Огайо)
Тіппеканое (англ. Tippecanoe) — переписна місцевість (CDP) в США, в окрузі Гаррісон штату Огайо. Населення — 83 особи (2020).

## Географія
Тіппеканое розташований за координатами 40°16′26″ пн. ш. 81°16′52″ зх. д. / 40.27389° пн. ш. 81.28111° зх. д. (40.273758, -81.281067).  За даними Бюро перепису населення США в 2010 році переписна місцевість мала площу 1,39 км², уся площа — суходіл.

## Демографія
Згідно з переписом 2010 року, у переписній місцевості мешкала 121 особа в 44 домогосподарствах у складі 32 родин. Густота населення становила 87 осіб/км².  Було 61 помешкання (44/км²).
Расовий склад населення:
| - 100,0 % — білих |

До двох чи більше рас належало 0,0 %. Частка іспаномовних становила 0,0 % від усіх жителів.
За віковим діапазоном населення розподілялося таким чином: 31,4 % — особи молодші 18 років, 51,2 % — особи у віці 18—64 років, 17,4 % — особи у віці 65 років та старші. Медіана віку мешканця становила 37,8 року. На 100 осіб жіночої статі у переписній місцевості припадало 105,1 чоловіків;  на 100 жінок у віці від 18 років та старших — 107,5 чоловіків також старших 18 років.
Цивільне працевлаштоване населення становило 7 осіб. Основні галузі зайнятості: освіта, охорона здоров'я та соціальна допомога — 100,0 %.